# Berlin-Marathon 2002
| 29. Berlin-Marathon    | 29. Berlin-Marathon                   |
| ---------------------- | ------------------------------------- |
| Stadt                  | Berlin, Deutschland                   |
| Datum                  | 29. September 2002                    |
| Distanz                | 42,195 Kilometer                      |
| Sieger                 |                                       |
| Männer                 | Raymond Kipkoech Chemwelo (2:06:47 h) |
| Frauen                 | Naoko Takahashi (2:21:49 h)           |
| ← Berlin-Marathon 2001 | Berlin-Marathon 2003 →                |
| Website                | Offizielle Website                    |

Der Berlin-Marathon 2002 (offiziell: Real Berlin-Marathon 2002) war die 29. Ausgabe der jährlich stattfindenden Laufveranstaltung in Berlin, Deutschland. Der Marathon fand am 29. September 2002 statt.
Bei den Männern gewann Raymond Kipkoech Chemwelo in 2:06:47 h, bei den Frauen Naoko Takahashi in 2:21:49 h.

## Ergebnisse

### Männer
| Platz | Athlet                    | Land   | Zeit (h) |
| ----- | ------------------------- | ------ | -------- |
| 01    | Raymond Kipkoech Chemwelo | Kenia  | 2:06:47  |
| 02    | Simon Biwott              | Kenia  | 2:06:49  |
| 03    | Vincent Kipsos            | Kenia  | 2:06:52  |
| 04    | Boniface Usisivu          | Kenia  | 2:07:50  |
| 05    | Jimmy Muindi              | Kenia  | 2:08:25  |
| 06    | Kazuhiro Matsuda          | Japan  | 2:10:31  |
| 07    | Jose Ernani Palalia       | Mexiko | 2:10:39  |
| 08    | Moses Tanui               | Kenia  | 2:10:40  |
| 09    | Elijah Mutai              | Kenia  | 2:10:41  |
| 10    | Mark Yatich               | Kenia  | 2:10:55  |

### Frauen
| Platz | Athletin               | Land                   | Zeit (h) |
| ----- | ---------------------- | ---------------------- | -------- |
| 01    | Naoko Takahashi        | Japan                  | 2:21:49  |
| 02    | Adriana Fernández      | Mexiko                 | 2:24:11  |
| 03    | Hellen Jemaiyo Kimutai | Kenia                  | 2:26:10  |
| 04    | Shitaye Gemechu        | Äthiopien              | 2:26:15  |
| 05    | Aurica Buia            | Rumänien               | 2:32:47  |
| 06    | Zahia Dahmani          | Frankreich             | 2:34:16  |
| 07    | Joanna Lodge           | Vereinigtes Königreich | 2:34:17  |
| 08    | Kathrin Weßel          | Deutschland            | 2:36:36  |
| 09    | Griselda González      | Spanien                | 2:38:29  |
| 10    | Christine Döllinger    | Deutschland            | 2:39:37  |